# Sonata în Mi minor (Haydn)
Sonata în Mi minor este o sonată pentru pian, din 1770, a compozitorului Joseph Haydn.
La începutul anilor 1780 Haydn a primit prima invitație de a face un turneu concertistic la Londra.
El s-a pregătit serios pentru această călătorie, însă nu a putut pleca din cauza obligațiilor ce le avea la curtea Eszterhazy. Probabil ca visul pentru o călătorie îndepărtată, peste mare și țările spirituale de atunci s-au reflectat în muzica sonatei mi minor.
Prima mișcare- Presto (foarte repede) este scrisă în formă de sonată, respectiv cu expoziție dezvoltare și repriză. Această sonată este unică din puținele sonate minore ale lui J. Haydn, unde în prima mișcare se îmbină caracterul liric expresiv cu un tempo foarte rapid. Este deosebită și tema principală cu care se deschide sonata.
Frazele incipiente ale temei se compun din asocierea a două elemente. La basi, în mâna stângă, pe piano sună o mișcare pe treptele trisonului minor de tonică, ca o chemare din depărtare. Imediat în mâna dreapta răspund motivele legate pline de emoție, dubiu. Mișcarea generală a temei este ondulatorie, blinda. Măsura acestei mișcări este de 6/8- tipică pentru genul de barcarola-cântec popular italian (cântec de pe apă- se interpretează de gondolierii venețieni). În tema de legătură se realizează trecerea din tonalitatea sol major, care este tonalitatea temelor secundară și concluzivă. Tema de legătură și cea concluzivă abundă în pasajele sprintene de șaisprezecimi. Aceste teme scot în evidență tema secundara- luminoasă, visătoare, înălțătoare.